# Aeroportul Fderik
Aeroportul Fderik (IATA: FGD, ICAO: GQPF) este un aeroport din Regiunea Tiris Zemmour, Mauritania ce deservește zona F'Derick.
Situat la o altitudine de 293 m, aeroportul dispune de o singură pistă.